# Makedonski Brod
Makedonski Brod (în macedoneană Македонски Брод) este un oraș din Republica Macedonia.